# Acruto Vitali
Acruto Vitali (Porto San Giorgio, 5 ottobre 1903 – Porto San Giorgio, 7 aprile 1990) è stato un poeta, tenore e artista italiano.

## Biografia
Figlio di un facoltoso industriale fabbricante di ghiaccio e orfano di madre, in gioventù studiò canto al Conservatorio di Milano in virtù della voce di tenore di cui era dotato. Entrò in contatto con artisti e intellettuali dell'avanguardia lombarda, pubblicando versi in varie riviste dell'epoca e dal 1929 viaggiando in tournée in Europa come concertista tenore.
Fu amico di Umberto Saba, del pittore astrattista Osvaldo Licini, del poeta Sandro Penna, che gli riconobbe l'averlo iniziato alla poesia e a Rimbaud, e di altre personalità dell'epoca con le quali intrattenne rapporti epistolari utilizzati anche nelle ricerche biografiche postume.
Tornato a Porto San Giorgio durante la seconda guerra mondiale, dalla metà degli anni sessanta iniziò a dipingere, senza abbandonare la poesia e amministrando l'azienda paterna.
Dopo pubblicazioni in raccolte e riviste, le poesie scritte dal 1919 al 1963 furono pubblicate da Scheiwiller nel 1972 nel volume Il tempo scorre altrove. Il volume Fuggire sempre e sempre ritrovarsi, uscito postumo nel 1992, unisce invece poesie dal 1920 al 1985.
Conosciuto principalmente per la sua attività di scrittore e poeta, produsse anche un notevole numero di quadri riconducibili all'astrattismo.
Nella sua città natale gli sono stati intitolati l'atelier e la scuola di teatro Acruto Vitali.

## Pubblicazioni
- Acruto Vitali, Il tempo scorre altrove, Scheiwiller, Milano, 1972
- Acruto Vitali, Barra/77, Scheiwiller, Milano, 1977 (200 copie, fuori commercio)
- Acruto Vitali, Fuggire sempre e sempre ritrovarsi, a cura di Alferdo Luzi, Stamperia dell'arancio, Grottamare, 1992